# Lucha de malabaristas

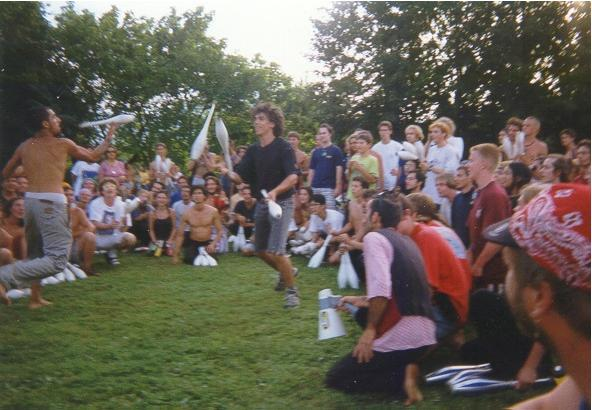
Describe el deporte jugado en el terreno que es practicado

La lucha de malabaristas (del inglés británico combat juggling) es un deporte de equipo jugado entre dos conjuntos de cinco jugadores cada uno y algunos árbitros que se ocupan de que las normas se cumplan correctamente .Es considerado uno de los deportes más extraños del mundo. También se le conoce por la MLC (Madness League Combat), el primer torneo de este deporte.
El terreno de juego es rectangular con unos límites alrededor. Se juega mediante tres clavas (que lleva cada jugador) ,que se debe desplazar a través del campo de juego con cualquier parte del cuerpo que no sean los pies. El objetivo es mantener las tres clavas, sin que no se caiga ninguna, pero el rival puede hacer que se le caiga alguna, así obligándole a salir del campo. El equipo que tenga al último jugador en pie con las tres clavas, es el que resulta ganador del encuentro. 
En Estados Unidos en el año 2000 se fundó la World Juggling Federation y comenzaron a desarrollarse los primeros campeonatos de malabaristas, en los que todos ellos demuestran sus destrezas. Los partidos de las luchas se trasmiten hasta en Televisión.
- Datos: Q5150595